# Pré-Romantismo
Pré-Romantismo ou Primeiro Romantismo foi um movimento literário dos fins do século XVIII que se distancia das características neoclássicas e que começa a evidenciar características temáticas próprias com o surgimento do Romantismo. Este movimento surgiu na Inglaterra com Young, Richardson e Gray; na Alemanha, com o movimento Sturm und Drang; em Portugal, não chegou a constituir-se como movimento, manifestou-se em escritores como Bocage, a marquesa de Alorna, Filinto Elísio e José Anastácio da Cunha, entre outros, alguns deles ainda ligados ao arcadismo.
É também chamado de sentimentalismo por apresentar como características fundamentais a valorização do sentimento e da sensibilidade individuais face à moral social e às convenções, tem a ver com o aproximar do passado histórico e da literatura tradicional, além do amor à natureza e da notação da paisagem como locus horrendus, ambientação do Mal-do-Século. O pré-romantismo está ligado, do ponto de vista histórico, à emancipação da burguesia, que, por via da sua ascensão econômica e social, se liberta progressivamente de alguns dos valores dominantes da cultura aristocrática, a que está associada a arte do classicismo.